# Luigendorf (Neunburg vorm Wald)
Luigendorf ist ein Ortsteil der Stadt Neunburg vorm Wald im Landkreis Schwandorf in Bayern.

## Geographie
Luigendorf liegt circa sieben Kilometer westlich von Neunburg vorm Wald an der Staatsstraße 2151, die Neunburg vorm Wald mit der A 93 in Schwarzenfeld verbindet.

## Geschichte
Der Name Luigendorf (auch: Luegendorff) leitet sich von Siedlung eines Luigo oder Liubing ab.
1696 wurde Luigendorf erstmals urkundlich erwähnt. Landwirtschaftliche Betriebe gruppieren sich um eine Kapelle, die 1800 vom Bauern Söllner, genannt Wagner, erbaut wurde.
Dieser Bauer hatte seinen Viehbestand durch Milzbrand verloren. Er hatte gelobt, bei einem Ende der Krankheit, eine Kapelle zu bauen.
1955 wurde die Kapelle durch seinen Nachfolger Scheuerer renoviert und erweitert.
Am 23. März 1913 gehörte Luigendorf zur Expositur Fuhrn der Pfarrei Kemnath bei Fuhrn, bestand aus 14 Häusern und zählte 85 Einwohner.
Am 31. Dezember 1990 hatte Luigendorf 81 Einwohner und gehörte zur Expositur Fuhrn der Pfarrei Kemnath bei Fuhrn.

## Kultur und Sehenswürdigkeiten
Auf einer Bergkuppe nordwestlich von Luigendorf befinden sich Reste einer mittelalterlichen Graben- und Wallanlage, der Burgstall Ramberg.